# Marc Pompili Andrònic
Marc Pompili Andrònic (en llatí Marcus Pompilius Andronicus) va ser un retòric romà, sirià de naixement, que va viure al segle i aC.
A causa del seu caràcter indolent la seva fama va ser eclipsada per Marc Antoni Gnifó i altres gramàtics orientals i es va retirar a la ciutat de Cumes on va escriure diverses obres, la més famosa de les quals era Annalium Ennii Elenchi. La seva obra la va usar Plini el vell per referenciar alguns punts de la Naturalis Historia.